# Bánovce nad Ondavou
Bánovce nad Ondavou es un municipio situado en el distrito de Michalovce, en la región de Košice, Eslovaquia. Tiene una población estimada, en noviembre de 2024, de 701 habitantes.
Está ubicado al noreste de la región, en la cuenca hidrográfica del río Bodrog (afluente derecho del Tisza) y cerca de la frontera con la región de Prešov, Ucrania y Hungría.

## Demografía
| Año        | 1994 | 2004 | 2014    | 2024    |
| ---------- | ---- | ---- | ------- | ------- |
| Población  | 754  | 754  | 726     | 701     |
| Diferencia |      | +0 % | −3,71 % | −3,44 % |

| Año        | 2023 | 2024    |
| ---------- | ---- | ------- |
| Población  | 705  | 701     |
| Diferencia |      | −0,56 % |